# Cille Gad
Cille Gad, född 1675 i Bergen, död 1711 i Köpenhamn, var en norsk poet. Hon var allmänt beundrad under sin samtid som "lärd". 
Hon var dotter till ämbetsmannen Knud Gad (död 1711) och Anna Abrahamsdatter och genom sin mor kusindotter till Dorothe Engelbretsdatter. Hon fick en ovanlig bildning för sitt kön och lärde sig latin, grekiska och hebreiska.  Hon skrev tidigt dikter på latin, men få är bevarade: de hon skrev i Bergen förstördes troligen under stadsbranden 1702. 
Cille Gad födde 1705, efter ett förhållande med ostindeifararen Henry Putean, i hemlighet ett barn som hittades död i en kista, och åtalades därför för barnamord. I fängelset skrev hon till sin korrespondent Otto Sperling, som vädjade till monarken om att en lärd kvinna som behärskade grekiska och latin inte kunde dömas till döden: Gad benådades 1707 och dömdes endast till kyrkotukt och böter och ytterligare ett års fängelse, varefter hon utvisades från Bergen. Hon anses ha inspirerat Ludvig Holberg till Zille Hans Dotters Gynaicologia eller Forsvars Skrift for Qvinde-Kiønnet (1722). 
År 1708 bosatte hon sig i Köpenhamn och umgicks med professorer och studenter vid universitetet, där hon gjorde sig känd för sin lärdom skulle enligt samtida källor gärna ha påtagit sig att vara opponens vid kollegiet om hon hade fått tillstånd. I Köpenhamn blev hon känd som poet och inkluderat i ett uppslagsverk om lärda kvinnor av Otto Sperling, som hon också tillägnade dikter. 